# Operaciones de Pase o Repo en Argentina
Operaciones de Pase, Reporto o Repo.
Las operaciones de pase o repo constituyen una modalidad de financiación entre bancos, común en el mercado financiero.
Es un contrato real mediante el cual una de las partes (el reportador) compra a la otra (reportado, quien vende) títulos valores públicos o privados, al contado, y simultáneamente convienen la operación inversa de compra/venta ("recompra") a un plazo determinado, por un precio convenido que se denomina prima. La diferencia entre el precio de compra al contado del título y el precio de venta a término (futuro) determina la tasa de interés de la operación. El pase es un préstamo de dinero con una garantía, el título que se intercambia. A diferencia de otros préstamos con garantía, el activo de garantía (el título) cambia de propietario durante la duración del préstamo. A diferencia del swap existe transferencia de propiedad del título. Esto tiene dos consecuencias. Mientras dure el contrato de pase, el comprador (reportador) obtiene todos los beneficios que el título produzca (pagos de renta y amortizaciones). Además, al tratarse de compras y ventas de títulos, la operación afecta los precios de los títulos transados en el mercado.

## Aspectos jurídicos
Se trata de un solo contrato u operación que reúne dos actos, y que resulta útil en cuanto el reportado se beneficia con la liquidez inmediata que le genera y el reportador se ve beneficiado con la prima acordada.
La operación se perfecciona con la entrega de los títulos y su inscripción cuando fuere necesario. 
Esta operación consiste entonces en una compra al contado por parte del reportador, y en una venta a plazo de los mismos títulos a un precio convenido. De esta forma, el reportado se compromete a recomprar en el plazo establecido y al precio convenido.
El Mercado Abierto Electrónico define al contrato de pase como aquella operación "que realiza un agente del mercado abierto, a través de un contrato instrumentado en una liquidación o boleto, que consiste en la compraventa de valores al contado o para un plazo determinado y la simultánea operación  inversa de venta o compra a la misma persona, para un vencimiento posterior, a precios establecidos desde su concertación" (art. 76 inc. 1° de las Normas y Disposiciones Complementarias).
Se ha dicho que no se trata de una doble compraventa sino de un contrato único, consistente en una venta de títulos y su futura recompra: el reportador adquiere con la compra la propiedad de los títulos y se obliga a transferir la propiedad nuevamente al reportado en el plazo convenido. Hay como sostiene la doctrina, una doble transferencia, produciendo la transmisión de la propiedad de los títulos de manera inmediata y con efectos reales (VILLER, Julio A., RECIO, José. "El contrato de pase o reporte", EL DERECHO, ED-111-875).
Asimismo, el Mercado de Valores de Buenos Aires, califica a esta operación como un contrato de compraventa y establece en su circular n° 03462 los requisitos que debe tener su instrumentación (http://www.merval.sba.com.ar/Vistas/Home/Downloads.aspx?Id=210), siendo uno de ellos colocar en el boleto la frase "Compra contado con Venta a Plazo o Venta Contado con Compra a Plazo".

## Pases Activos y Pasivos
El Banco Central de la República Argentina hace una diferenciación entre Pases pasivos (venta al contado y simultánea compra a término de moneda a un mismo inversor) y Pases activos (compra al contado y simultánea venta a término de moneda a un mismo tomador).
En el pase pasivo el banco que lo realiza recibe financiamiento. Vende al contado un título a terceros o a otro banco y recibe efectivo. Luego, en el futuro (a término) recompra ese título (por un precio superior que incluye la tasa de interés). En consecuencia el pase pasivo se registra contablemente en el Pasivo del banco que lo realiza por el valor de venta al contado del título (que es el financiamiento que el banco recibió).
En el pase activo el banco que lo realiza otorga financiamiento a otro banco o a terceros. El banco compra al contado un título (entrega efectivo) y luego, a futuro, lo vende por un precio superior (que incluye la tasa de interés del préstamo). En consecuencia el pase activo se registra contablemente en el Activo del banco que lo realiza por el valor de compra al contado del título (que es el valor del préstamo que realizó).